# Gare de Cattenières
La gare de Cattenières est une gare ferroviaire française de la ligne de Busigny à Somain, située sur le territoire de la commune de Cattenières dans le département du Nord, en région Hauts-de-France.
Elle est mise en service en 1858 par la Compagnie des chemins de fer du Nord. C'est une halte voyageurs de la Société nationale des chemins de fer français (SNCF) desservie par des trains TER Hauts-de-France.

## Situation ferroviaire
Établie à 102 mètres d'altitude, la gare de Cattenières est située au point kilométrique (PK) 196,55 de la ligne de Busigny à Somain, entre les gares ouvertes de Caudry et de Wambaix.

## Histoire
La station de Cattenières est mise en service le 15 juillet 1858 par la Compagnie des chemins de fer du Nord, lorsqu'elle ouvre à l'exploitation la ligne de Busigny à Somain.
Le tableau du classement par produit des gares du département du Nord pour l'année 1862, réalisé par Eugène de Fourcy, ingénieur en chef du contrôle, place la station de Cattenières au 38e rang, et au 113e pour l'ensemble du réseau du Nord, avec un total de 18 668,64 fr. Dans le détail cela représente : 7 704,46 fr pour un total de 5 066 voyageurs transportés, la recette marchandises étant de 335,53 fr (grande vitesse) et 10 628,65 fr (petite vitesse).

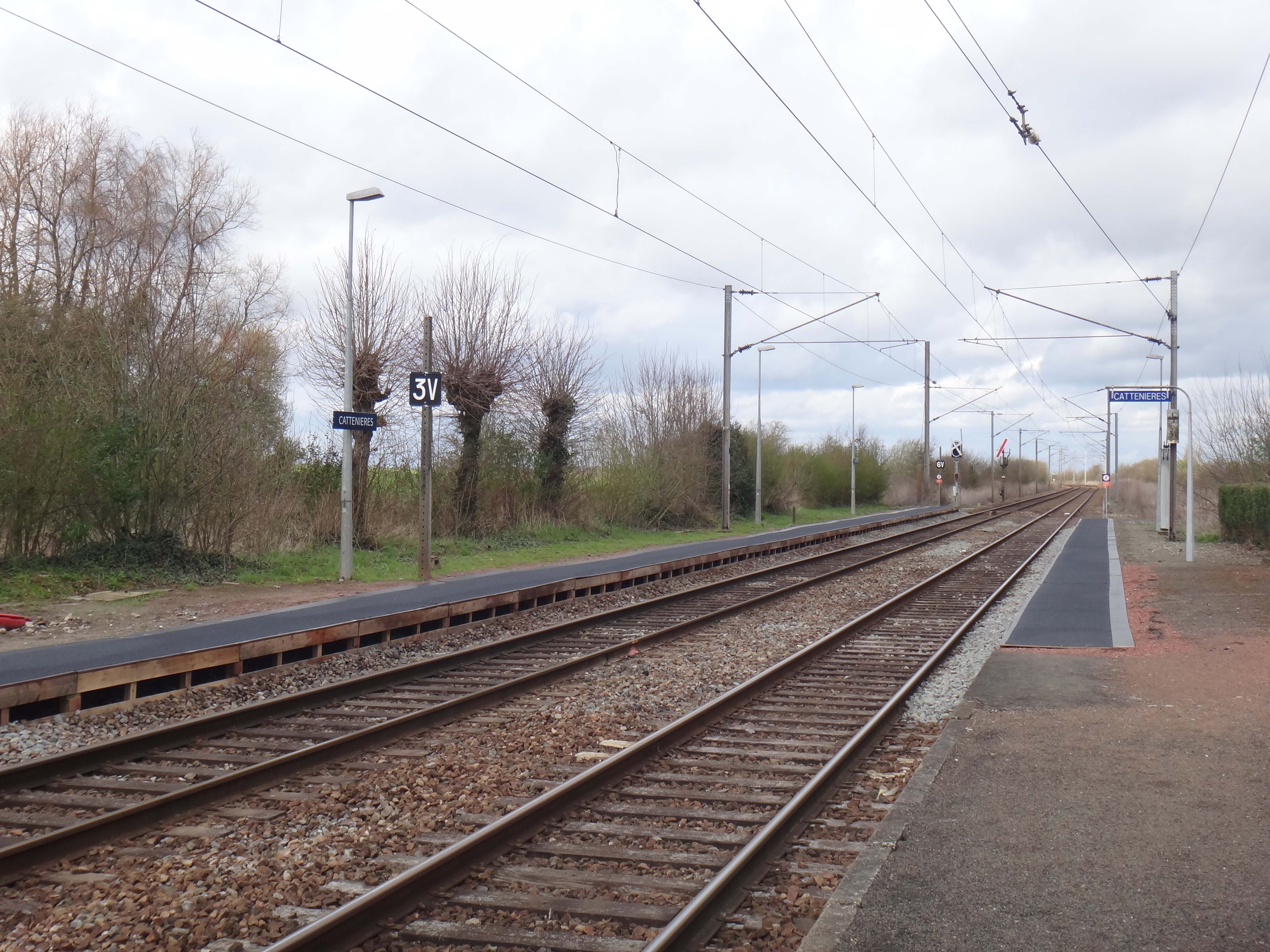
Vue des voies.

## Service des voyageurs

### Accueil
Gare SNCF, c'est un point d'arrêt non géré (PANG) à entrée libre.

### Desserte
Cattenières est desservie par des trains TER Hauts-de-France qui effectuent des missions entre les gares de Saint-Quentin et de Douai à la fréquence d'un aller-retour journalier en direction de Douai en semaine.

### Intermodalité
Un parking pour les véhicules y est aménagé.